# Morgan le pirate
Morgan le pirate é um seriado mudo francês de 1909, no gênero aventura, dirigido por Victorin-Hippolyte Jasset, em 3 capítulos, estrelado por Jean-Marie de l'Isle e Henri Gouget. O seriado foi produzido pela Société Française des Films Éclair, e veiculou nos cinemas franceses entre 25 de março de 1909 e 8 de agosto de 1910.

## Elenco
- Jean-Marie de l'Isle ...Morgan le pirate
- Henri Gouget
- Jeanne Grumbach
- Andrée Pascal

## Capítulos
1. Pirates et boucaniers (1909)
2. La prophétie (1909)
3. L'épave (1910)

## Seriado no Brasil
O seriado foi exibido no Brasil a partir de 25 de fevereiro de 1910, no Radium Cinema, em São Paulo, pela Empresa José Balsells, sob o título Aventuras do Pirata Morgan.

## Histórico
Mediante o sucesso alcançado pelo seriado Nick Carter, le roi des détectives, de 1908, a Éclair investiu em novos seriados, ainda sob a direção de Victorin-Hippolyte Jasset. A França foi, portanto, a iniciadora desse gênero de filmes em série, que abriria caminho para o desenvolvimento dos seriados estadunidenses, a partir de 1912, quando o Edison Studios produziu What Happened to Mary, além de influenciar o gênero cinematográfico de outros países, tais como a Alemanha, que produziria, em 1910, Arsene Lupin contra Sherlock Holmes.